# جرج دیویسون (بازیکن فوتبال)
جرج دیویسون (انگلیسی: George Davison؛ زادهٔ ۱۸۹۰) بازیکن فوتبال است.
از باشگاه‌هایی که در آن بازی کرده‌است می‌توان به باشگاه فوتبال بلیث اسپارتانس اشاره کرد.